# Colt Mk 12
El Colt Mk 12 es un cañón automático que equipó a muchos de los aviones en servicio de la Armada de los Estados Unidos y del Cuerpo de Marines de los Estados Unidos durante la década de 1950 hasta la década de 1970. Después de ese lapso de tiempo, cayó en desuso y fue reemplazado en su lugar por el cañón rotativo M61 Vulcan.

## Historia y desarrollo
Fue un desarrollo del cañón Hispano-Suiza HS.404, que armó a muchas aeronaves aliadas durante la Segunda Guerra Mundial. 
Entró en servicio en los Estados Unidos a mediados de la década de 1950, en sustitución de los anteriores M3 de la Armada.
En servicio, el Mk 12 resultó ser menos que satisfactorio. A pesar de que su velocidad inicial y cadencia de fuego eran aceptables, era inexacto y con frecuencia poco fiable. 
En la munición de 20 mm del Colt Mk 12 se utiliza una bala más ligera con una carga propulsora más grande para una mejor velocidad de boca y una mayor cadencia de disparo a costa de la potencia de impacto.

## Empleo
El cañón Colt Mk-12 equipó a los siguientes aviones:
- McDonnell F3H Demon
- Douglas F4D Skyray
- Grumman F-11 Tiger
- Douglas A-4 Skyhawk
- Vought F-8 Crusader
- LTV A-7 Corsair II (desde las versiones A hasta la E)

## Historial de combate
- Guerra de Vietnam :

Estados Unidos desplegó una gran cantidad de aviones, entre los que se encontraban los A-4 Skyhawk, los F-8 Crusader y los A-7 Corsair II.
Los relatos de los pilotos eran muchos acerca sobre el Mk 12, más que nada eran quejas sobre las falencias del cañón. Los pilotos de los F-8 Crusader en Vietnam del Norte, en particular, agradecieron la presencia de los cañones. Pero los atascos de la munición eran comunes, sobre todo después de haber realizado maniobras bruscas tras un combate cerrado.
Como dato curioso, durante la guerra, algunos de los Skyhawks sin la joroba de aviónica (versiones A-4B/C/E) volaban con un solo cañón. El espacio del segundo cañón era utilizado para los equipos ECM.
- Guerra de las Malvinas :

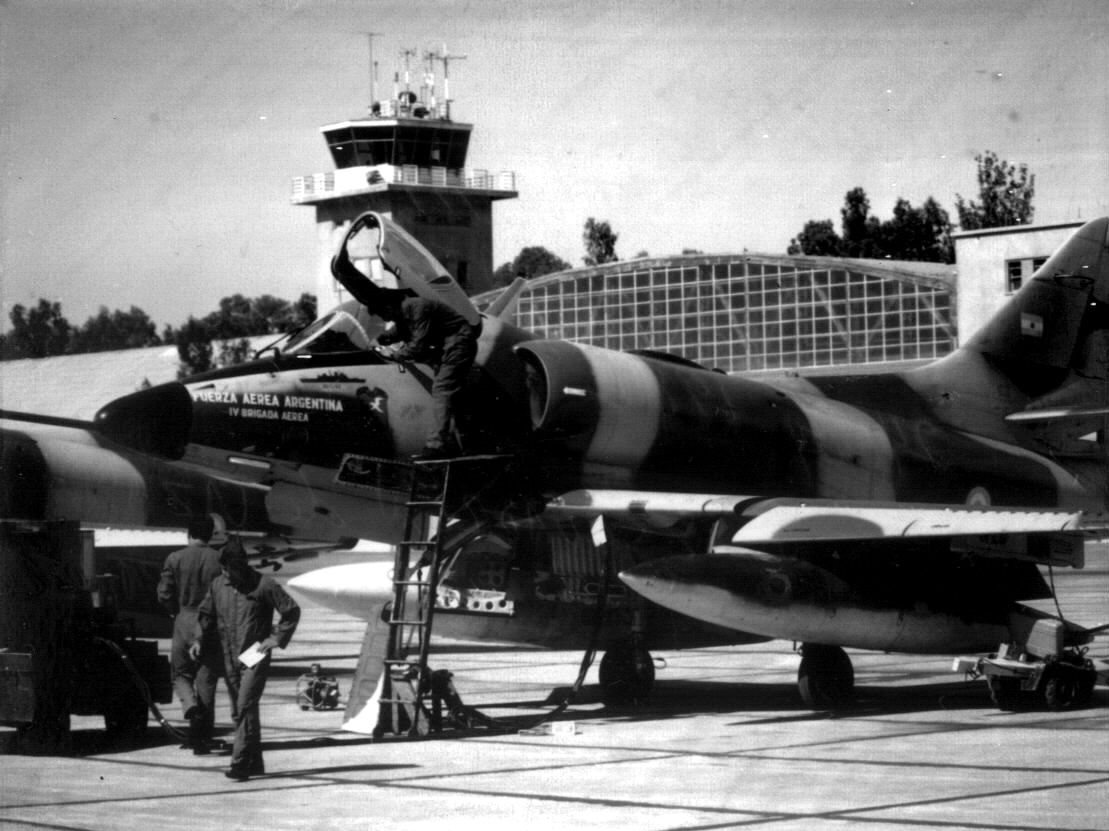
Un A-4C de la Fuerza Aérea Argentina. Las constantes quejas de los pilotos sobre el cañón de este avión era uno de los relatos más frecuentes.

Argentina conocía muy bien las falencias del Mk 12. Los pilotos argentinos de los A-4 Skyhawk habían solicitado como solución que los cambiaran por los cañones DEFA de 30 mm que tanto éxito le habían dado a los israelíes en sus propios A-4 durante la guerra de Yom Kipur.
Estos cambios se llegaron a concretar en 1983 en algunos aviones, pero demasiado tarde, porque la Guerra de las Malvinas ya había terminado.
Durante la guerra, las quejas de los pilotos por fallas del cañón fueron las mismas quejas que tuvieron los pilotos estadounidenses en Vietnam. En algunos relatos de los pilotos, se reflejaba la impotencia de los mismos cuando disparaban sus cañones y se les trababan, justo en el momento que maniobraban violentamente a pocos metros del agua cuando encaraban a un buque británico segundos antes de lanzar sus bombas.

## Usuarios
- Argentina

Argentina volvió a emplear los cañones Colt pero de la mano de la más moderna versión del A-4, el Lockheed Martin A-4AR Fightinghawk
- Brasil

Brasil emplea los cañones Mk 12 como armamento de sus aviones embarcados A-4KU Skyhawk, que anteriormente sirvieron en la Fuerza Aérea Kuwaití. Estos aviones operaban desde el portaaviones NAe São Paulo. 
- Singapur

Singapur utiliza los cañones Colt en sus A-4SU Super Skyhawk, si bien fueron reemplazados en su papel por el F-15SG Strike Eagle, sigue utilizando algunos pero como entrenadores avanzados.